# Hook Me Up
Hook Me Up – drugi album studyjny wydany przez australijski zespół muzyczny The Veronicas dnia 3 listopada 2007 nakładem wytwórni Sire i EngineRoom Music. Jest to zarazem pierwszy krążek, który prezentuje odmienną stylistykę muzyczną, electro rock i electro pop zrywający z dotychczasowym wizerunkiem duetu jako grupy ukierunkowanej na brzmienia pop rock oraz pop punk. Wydawnictwo zadebiutowało na pozycji #2 notowania najlepiej sprzedawanych albumów w Australii do tej pory zyskując w tym kraju status podwójnej platyny. Krążek promowało pięć singli – "Hook Me Up", "Untouched", "This Love", "Take Me on the Floor" i "Popular" wydane w różnej kolejności chronologicznej w poszczególnych krajach świata.

## Informacje o albumie
Materiał na album został stworzony i nagrany głównie w domu wokalistek w Los Angeles, w Kalifornii wraz z niemieckim producentem Toby Gadem. Jessica Origliasso wyznała, iż "to było wspaniałe. Toby pracuje bardzo prosto, tworzy wszystko na swoim komputerze. Nie wywiera presji by pracować w studiu. Wszyscy byliśmy zrelaksowani – nie przejmowaliśmy się mijającym czasem". Przed rozpoczęciem prac nad albumem wokalistki wiedziały z jakimi autorami tekstów piosenek chcąc pracować, m.in. z Billym Steinbergiem (znanym ze współpracy z Madonną) oraz Johnem Feldmannem (stworzył materiał dla Good Charlotte i The Used). Utwory na krążku poruszają tematykę osobistych przeżyć artystek, głównie związanych z miłością. Kompozycja "Revenge Is Sweeter (Than You Ever Were)" zainspirowana została osobą, z którą Lisa Origliasso spotykała się za granicą; wyznaje, że "kiedy po raz pierwszy posłuchasz tego nagrania to myślisz, iż jest ono o oszukiwaniu. Jednak Ci ludzie, którzy doświadczyli takiej sytuacji zupełnie inaczej postrzegają sens tej piosenki. Stworzenie tego utworu przyszło mi łatwo, gdyż po prostu kiedyś doświadczyłam to". Kompozycja "In Another Life" natomiast została okrzyknięta przez zespół jako bardzo emocjonalna, zaś Lisa wyznała, iż "podczas sesji nagraniowej nie mogłam zaśpiewać tej piosenki poprawnie, gdyż moje oczy puchły od łez". Jessica stwierdziła, że "w tle utworu usłyszeć możesz moje szlochanie".
W piosence "Take Me on the Floor" wokalistki śpiewają "chcę pocałować dziewczynę". Lisa ustosunkowała się do tych słów wyznając, iż "faktycznie jest to seksualny podtekst kompozycji, jednak podczas pisania utworu byłyśmy skupione na zabawie, wyjścia do klubu, znalezienia się na parkiecie. Możesz interpretować to jakkolwiek chcesz". Brzmienia muzyczne zawarte na wydawnictwie znacznie różnią się od tych prezentowanych na poprzednim albumie. Jessica w jednym z wywiadów powiedziała, że "to byłoby zbyt proste nagrać i wydać materiał o tej samej stylistyce co na pierwszym krążku – wtedy stałybyśmy się rozpoznawalne jedynie w gronie słuchaczy tamtego gatunku muzycznego. Nie chcemy zrywać z naszym rodzimym brzmieniem, uwielbiamy je, jednak z naszego punktu widzenia każdy artysta musi rozwijać się, a nie pozostawać w jednym miejscu".

## Recenzje
K. Ross Hoffman, recenzent AllMusic wydał pozytywną opinię na temat krążka, stwierdzając iż zespół "skorzystał z dotychczasowej dyskografii zespołu t.A.T.u." Hoffman chwali album za "znaczną poprawę w stosunku do swojego poprzednika niemal w każdym elemencie zawartym w materiale". Według oceniającego "dziewczyny doskonale udowodniły jak powinno się eksperymentować z nowym brzmieniem i odkrywać kolejne style w muzyce". Recenzent przyznał jednak, że rdzenne brzmienia prezentowane przez zespół "zasługują na pochwałę, ponieważ zawierał on fachowo wykorzystany styl pop rock, podsumowując swoją recenzję stwierdzeniem, iż tym na których wcześniejsze dokonania zespołu robiły wrażenie ten album po prostu wyściskają". Na koniec Hoffman dodał, że "może być to najlepszy album roku stworzony w stylistyce popu dla natolatek". Cameron Adams z gazety Herald Sun również wydał krążkowi pozytywną ocenę uzasadniając, iż "jest to zakręcony album pop". Stwierdza również, iż krążek "nie jest przepełniony hitami jak to było w przypadku poprzedniego albumu".

## Wydanie albumu
Hook Me Up zyskał sukces w Australii i Nowej Zelandii. W listopadzie 2007 krążek zadebiutował na pozycji #2 notowania najczęściej kupowanych albumów w Australii ze sprzedażą w postaci 9.531 egzemplarzy w pierwszym tygodniu od debiutu. W tym samym momencie wydawnictwo zostało odznaczone złotą płytą, jednak nie zyskało szczytu listy sprzedaży ustępując albumowi Long Road Out of Eden zespołu Eagles. W sumie krążek spędził na notowaniu jedenaście miesięcy, w tym pięćdziesiąt jeden tygodni w Top 50 listy. Do obecnej chwili Hook Me Up odznaczony został podwójną platyną za sprzedaż przewyższającą 140.000 kopii w samej Australii stając się dwudziestym ósmym w kolejności najlepiej sprzedającym się albumem w tym kraju w roku 2007. W Nowej Zelandii krążek zadebiutował na pozycji #32 notowania najpopularniejszych albumów w tymże kraju, by osiągnąć jako najwyższe miejsce #8 i spędzić na liście dwadzieścia sześć tygodni. Wydawnictwo zostało odznaczone złotą płytą przez RIANZ – firmę analizującą nowozelandzki rynek muzyczny.
Po raz pierwszy na amerykańskich listach sprzedaży Hook Me Up pojawił się dnia 13 września 2008, kiedy to na notowaniu Billboard Top Heatseekers album zadebiutował na pozycji #11, później osiadając na szczycie listy. 17 stycznia 2009 krążek zadebiutował na oficjalnym notowaniu najlepiej sprzedających się albumów w Stanach Zjednoczonych Billboard 200 na miejscu #147, by kilka tygodni później zająć jako najwyższą pozycję #107. Na liście sprzedaży w tymże kraju wydawnictwo spędziło w sumie czternaście tygodni. Hook Me Up zadebiutował również na notowaniu najczęściej kupowanych albumów we Francji na pozycji #134 dwa tygodnie później opuszczając zestawienie.

## Lista utworów
Edycja standardowa
1. "Untouched" (Toby Gad, Jessica Origliasso, Lisa Origliasso) — 4:14
2. "Hook Me Up" (J. Origliasso, L. Origliasso, Shelly Peiken, Greg Wells) — 2:56
3. "This Is How It Feels" (Gad, J. Origliasso, L. Origliasso) — 4:11
4. "This Love" (Gad, Kesha Serbet) — 2:59
5. "I Can't Stay Away" (Josh Alexander, Billy Steinberg) — 3:26
6. "Take Me on the Floor" (Gad, J. Origliasso, L. Origliasso) — 3:30
7. "I Don't Wanna Wait" (John Feldman, J. Origliasso, L. Origliasso) — 2:59
8. "Popular" (Beni Barca, Gad, J. Origliasso, L. Origliasso) — 2:44
9. "Revenge Is Sweeter (Than You Ever Were)" (Gad, J. Origliasso, L. Origliasso) — 3:43
10. "Someone Wake Me Up" (Alexander, J. Origliasso, L. Origliasso, Steinberg) — 3:35
11. "All I Have" (Gad, J. Origliasso, L. Origliasso) — 3:14
12. "In Another Life" (Gad, J. Origliasso, L. Origliasso) — 3:47

Australijska edycja iTunes
1. Track by Track (wywiad na prawach wyłączności) — 7:34
2. "Hook Me Up" (videoclip) — 2:59
3. Broszura (internetowa broszura)

Amerykańskie, japońskie i brazylijskie utwory bonusowe
1. "Goodbye to You" — 3:14

Brytyjskie i meksykańskie utwory bonusowe
1. "Goodbye to You" — 3:14
2. "Change The World" — 3:09
3. "4ever" — 3:30

Amerykańskie utwory bonusowe iTunes
1. "Everything" — 3:20
2. "Don't Say Goodbye" (feat. Tanya Doko) — 2:54
3. "Untouched" (Listen Deep remix) — 4:32
4. "Untouched" (Videoclip) — 3:43
5. Internetowa broszura – Hook Me Up

### DVD karaoke edition
DVD
1. "Hook Me Up" (karaoke)
2. "Untouched" (karaoke)
3. "This Love" (karaoke)
4. "Take Me on the Floor" (karaoke)

Sing along
1. "Hook Me Up"
2. "Untouched"
3. "This Love"
4. "Take Me on the Floor"

## Pozycje na listach
| Lista sprzedaży (2007)           | Najwyższa pozycja |
| -------------------------------- | ----------------- |
| Australia ARIA Albums Chart      | 2                 |
| Lista sprzedaży (2008)           | Najwyższa pozycja |
| Nowa Zelandia RIANZ Albums Chart | 8                 |
| USA Billboard 200                | 107               |
| USA Billboard Top Heatseekers    | 1                 |
| Lista sprzedaży (2009)           | Najwyższa pozycja |
| Francja SNEP Albums Chart        | 134               |
| Irlandia IRMA Albums Chart       | 33                |
| Kanada Albums Chart              | 57                |
| Szwajcaria IFPI Albums Chart     | 38                |
| UK BPI Albums Chart              | 35                |

## Daty wydania
| Region            | Data                 | Wytwórnia    | Format               | Katalog      |
| ----------------- | -------------------- | ------------ | -------------------- | ------------ |
| Australia         | 3 listopada 2007     | Warner Music | CD, digital download | 9362499015   |
| Nowa Zelandia     | 7 kwietnia 2008      | Warner Music | CD, digital download | 9362499154   |
| Kanada            | 20 stycznia 2009     | Warner Music | CD                   | 2395260      |
| Stany Zjednoczone | 13 maja 2008         | Warner Music | Digital download     | 395260       |
| Stany Zjednoczone | 26 sierpnia 2008     | Warner Music | CD                   | 395260       |
| Stany Zjednoczone | 9 czerwca 2009       | Warner Music | Reedycja CD          | 395260       |
| Brazylia          | 27 marca 2009        | Warner Music | CD                   | 9362498923   |
| Japonia           | 14 kwietnia 2009     | Warner Music | CD                   |              |
| Francja           | 6 kwietnia 2009      | Warner Music | CD                   |              |
| Polska            | 25 maja 2009         | Warner Music | CD                   | 9362498923   |
| Meksyk            | 23 czerwca 2009      | Warner Music | CD                   | 093624989233 |
| Wielka Brytania   | 12 października 2009 | Warner Music | CD, digital download | B001U3ZYUW   |